# F. Weiss
F. Weiss, född 1822 i Tyskland, död 1882 i Stockholm, var en tysk-svensk litograf och porträttmålare.
Weiss invandrade till Sverige i samband med att han anställdes som litograf vid P.B. Eklunds lithografiska institut i Stockholm. Hans arbetsuppgifter bestod i att litografera flera större och mindre samlingsverk som utgavs av Eklunds eller andra bokförlag. Bland annat litograferade han H.M. konung Carl XV:s enskilda tafvlgalleri på Stockholms slott, samt tio målningar av J.F. Höckert, G Rydberg och P Wickenberg, Svenska nationaldrägter jemte några från Norge 1872,  och Svenska industriens män som innehåller 84 litografier med beskrivande texter av Maximilian Axelson.